# Felicia
Felicia  è un nome proprio di persona italiano femminile.

## Varianti
- Alterati: Felicina, Felicetta
- Ipocoristici: Licia
- Maschili: Felice[1][2]

### Varianti in altre lingue
- Francese: Félicie[3]
- Inglese: Felicia[3][4]
  - Ipocoristici: Lisha[3], Lecia[3]
- Latino: Felicia[3]
- Olandese: Felicia[3]
- Polacco: Felicja[3]
- Portoghese: Felícia[3]
- Rumeno: Felicia[3]
  - Spagnolo: Felicia[3]
  - Alterati: Felicita
- Svedese: Felicia[3]
- Tedesco: Felicie[3]
- Ungherese: Felicia[3], Felícia[3]

## Origine e diffusione
Deriva dal tardo latino Felicia, forma femminile di Felix, Felicius, e significa "fortunata", "che ha successo" oppure "felice", "contenta".
In Inghilterra è usato occasionalmente sin dal Medioevo, e dal XVI secolo è stato occasionalmente confuso con il nome Phyllis. Il nome Feliciana è un derivato patronimico di Felicia.

## Onomastico
L'onomastico si può festeggiare il 30 settembre in memoria della beata Felicia Meda, religiosa clarissa di Pesaro.

## Persone

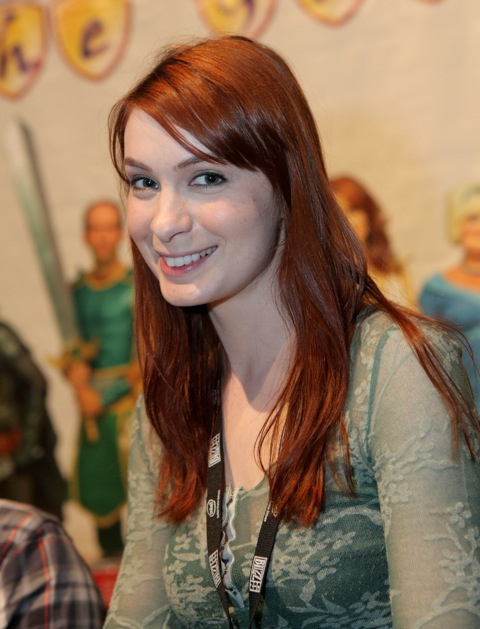
Felicia Day

- Felicia d'Altavilla, principessa normanna e regina di Ungheria
- Felicia Day, attrice statunitense
- Felicia Farr, attrice e modella statunitense
- Felicia Filip, soprano rumeno
- Felicia Fox, pornoattrice statunitense
- Felicia Impastato, attivista italiana
- Felicia Pentimone, cestista italiana
- Felicia Ragland, cestista statunitense
- Felicia Zimmermann, schermitrice statunitense

## Il nome nelle arti
- Felicia è un personaggio del videogioco Darkstalkers.
- Felicié è un personaggio del romanzo di Georges Simenon La ragazza di Maigret.
- Felicia Forrester è un personaggio della soap opera Beautiful.
- Felicia Hardy è il vero nome di Gatta Nera, personaggio dei fumetti Marvel Comics.
- Felicia Tilman  è un personaggio della serie televisiva Desperate Housewives.